# Cerro Gemelos
El cerro Gemelos o Gemelo es una montaña en el límite entre Argentina y Chile en el campo de hielo patagónico sur. Forma parte del parque nacional Bernardo O'Higgins en su lado chileno, administrativamente se encuentra en la región de Magallanes y de la Antártica Chilena en su lado chileno y en la provincia de Santa Cruz en el argentino.
Está situada al noroeste de cerro Daudet, y al sur de cerro Cubo.